# Vorhand (Skat)

Vorhand, Mittelhand und Hinterhand (3 Spieler)

Als Vorhand bezeichnet man bei Kartenspielen wie Skat den Spieler, der die erste Karte auszuspielen hat.

## Reihenfolge
Auf Vorhand folgen Mittelhand und dann Hinterhand. Bei drei Spielern ist der Kartengeber zu Spielbeginn Hinterhand. Beim ersten Stich ist Vorhand der Spieler, der im Spielsinn ("rechtsherum", "im Uhrzeigersinn") auf den Kartengeber folgt. Während einer Spielrunde können diese Positionen ständig  wechseln: so wird der Spieler, der einen Stich gemacht hat, automatisch zu Vorhand, muss also die nächste Karte ausspielen.
Bei Skat verwendet man auch die Begriffe Geber, Hörer, Sager und Weitersager, wobei diese Begriffe schon die Rollen beschreiben.

## Redewendungen
Aus dem Skatspiel haben sich einige Redewendungen ergeben, die Einzug in deutsche Umgangssprache gefunden haben. Dabei spielt vor allem die Situation der Hinterhand und dessen Vorteil, durch das Ausspiel einer wichtigen Karte den Stich zu beeinflussen, eine große Rolle:
- „in der Hinterhand sein, sitzen“: in der Lage sein, als Letzter und in Kenntnis des Vorausgegangenen zu handeln bzw. sich zu äußern.[1]
- „etwas in der Hinterhand haben, halten, besitzen“: etwas für einen bestimmten Zweck in Bereitschaft haben, es aber noch zurückhalten, um es zu gegebener Zeit überraschend anzubringen (und damit einen Trumpf auszuspielen).[1]